# SN 2007dg
SN 2007dg – supernowa typu Ia odkryta 18 kwietnia 2007 roku w galaktyce A104015+1816. W momencie odkrycia miała maksymalną jasność 19,60m.